# Буквиця лікарська
Буквиця лікарська (Betonica officinalis L.; Stachys betonica Benth.) — багаторічна трав'яниста рослина родини глухокропивові (Lamiaceae). Місцеві назви — буквиця чорна, диман, сорокозуб, чистець лікарський, тощо.

## Опис
Рослина висотою 30–60 см з коротким кореневищем, яке щороку дає пучок листків з довгими черешками. Стебла висхідні, прямостоячі, малорозгалужені, чотиригранні. Нижні листки довгочерешкові у прикореневій розетці, стеблові — супротивні, майже сидячі, дві-три пари. Листки, як і вся рослина, довгошорстко-волосисті. Листки великі, яйцеподібно-видовжені або довгасті, тупі, при основі серцеподібні, по краю зарубчасті. 
Квітки зібрані в густі пазушні багатоквіткові кільця, зближені в щільне колосоподібне суцвіття, нижні кільця бувають віддалені. Квіткові кільця виходять із пазух верхівкових листків, з яких нижні перебільшують квітки. Приквітки яйцеподібні, гострокінцеві, завбільшки з чашечку. Квітки неправильні (зигоморфні), двогубі з подвійною оцвітиною. Чашечка зрослолиста, трубчастодзвоникувата, з п'ятьма рівновеликими зубчиками. Зубці чашечки вдвоє коротші від її трубочки, трикутні, закінчуються остючком. Віночок світло-пурпуровий або пурпуровий, пухнастий, трубочка видається із чашечки, верхня губа довгаста, зарубчаста, згодом назад відігнута. Тичинок чотири, розташованих під верхньою губою. Пиляки не досягають середини верхньої губи. Маточка одна, стовпчик один, зав'язь верхня. Плід — розпадний горішок.
Росте у мішаних лісах, чагарниках, на лугах. Тіньовитривала рослина. Цвіте у червні-вересні. Поширена і заготовляють майже по всій Україні.

## Практичне використання
Лікарська, харчова, ефіроолійна, танідоносна, фарбувальна, медоносна й декоративна рослина.
У народній медицині надземну й підземну частини буквиці використовують як відхаркувальний (при кашлі й астмі), сечогінний, жовчогінний, легкий проносний засіб; траву — при поганому шлунковому травленні, геморої; листки — як вітрогінний, болетамівний засіб, при проносі, ломоті, хворобах сечового міхура, паралічі, подагрі, простудах горла і грудей. Траву буквиці використовують також для припинення легеневих кровотеч. Корені буквиці використовують як блювотний і проносний засіб. Ліки з буквиці застосовують у вигляді напарів і відварів.
Буквиця містить гіркі й дубильні речовини (стахідрин, холін, бетоніцин), алкалоїди (0,1-0,5 %), слиз і ефірну олію (до 0,058 %), смолисті речовини, органічні кислоти та каротиноїди.
У гомеопатії застосовують есенцію з свіжої трави, зібраної під час цвітіння.
У ветеринарії молочний відвар листків буквиці дають тваринам при запаленні кишок. Порошок з сухої рослини використовують для отруєння мишей. Молоді листки буквиці вживають в їжу.
Насіння буквиці містить жирну висихаючу олію (до 42 %) і фермент, що розщеплює жири. У листках буквиці міститься 12,46 %, у квітках — до 7,07 % танідів, які частково використовують для дублення шкур.
З трави буквиці одержують буро-оливкову фарбу, яку використовують для фарбування вовни. Буквиця — посередній медонос. Придатна для затінених місць у парках і лісопарках. Верхні листки і стебла з квітками поїдають вівці і кози.

## Збирання, переробка та зберігання
Траву буквиці збирають під час цвітіння (червень — серпень), зрізають її серпами, ножицями або секатором. Сушать у тіні або добре провітрюваних приміщеннях, на горищі під залізним дахом, для цього розстеляють шаром 5–7 см. Корені й кореневища заготовляють восени, викопують лопатками, струшують землю, промивають у холодній воді, сушать на горищі під залізним дахом або у добре провітрюваних приміщеннях. Сировину зберігають у ящиках, вистелених папером.